# Frederick Gordon Bradley
Frederick Gordon Bradley PC QC (* 21. März 1888 in St. John’s, Neufundland; † 30. März 1966) war ein kanadischer Politiker der Liberalen Partei, der Minister im 17. Kabinett von Premierminister Louis Saint-Laurent sowie mehrere Jahre lang bis zu seinem Tod Mitglied des Senats war.

## Leben

### Rechtsanwalt, Minister und Oppositionsführer in Neufundland
Bradley begann nach dem Schulbesuch 1909 ein Studium der Rechtswissenschaften an der Dalhousie University und schloss dieses mit einem Bachelor of Laws (LL.B.) ab. Nach seiner anwaltlichen Zulassung nahm er 1915 eine Tätigkeit als Barrister auf und wurde für seine anwaltlichen Verdienste später zum Kronanwalt (Queen’s Counsel) ernannt.
Am 1. Juni 1924 wurde Bradley als Kandidat der Konservativen Partei im Wahlkreis Port Grave erstmals zum Mitglied in das Abgeordnetenhaus von Neufundland gewählt und gehörte diesem nach seinem Austritt aus der Konservativen Partei seit dem 1. Mai 1926 als Parteiloser an. Im Juni 1924 wurde er vom Premierminister des Dominion Neufundland, Walter Stanley Monroe, zum Minister ohne Geschäftsbereich ernannt und übte dieses Ministeramt bis Mai 1926 aus.
1928 trat er der Liberalen Partei bei, und wurde als deren Kandidat bei der Wahl 1928 im Wahlkreis Trinity Centre gewählt, ehe er zuletzt zwischen 1932 und 1934 den Wahlkreis Humber Valley vertrat. Er übernahm am 1. Juni 1929 im Kabinett von Premierminister Richard Squires das Amt des Solicitor General der Regierung des Dominion Neufundland und übte dieses Amt bis Juni 1932 aus. Zuletzt fungierte er zwischen Juni 1932 und Januar 1934 als Vorsitzender der Fraktion der Liberal Party und war damit als Führer der Opposition Gegenspieler von Premierminister Frederick Alderdice von der United Newfoundland Party im Abgeordnetenhaus von Neufundland. Im Januar 1934 zog er sich zunächst aus dem politischen Leben zurück und nahm seine Tätigkeit als Rechtsanwalt wieder auf.

### Unterhausabgeordneter, Bundesminister und Senator
Am 1. April 1949 wurde Bradley von Premierminister Louis Saint-Laurent zum Staatssekretär für Kanada ernannt und war als solcher bis zu seinem Rücktritt am 11. Juni 1953 Leiter der Regierungskanzlei des 17. kanadischen Kabinetts.
Bei der Wahl vom 27. Juni 1949 wurde er dann auch als Kandidat der Liberal Party zum Mitglied des Unterhauses gewählt und vertrat dort bis zu seinem freiwilligen Mandatsverzicht am 11. Juni 1953 den in Neufundland gelegenen Wahlkreis Bonavista-Twillingate.
Nach seinem Ausscheiden aus Regierung und Unterhaus wurde Bradley am 12. Juni 1953 auf Vorschlag von Premierminister Saint-Laurent zum Mitglied des Senats ernannt und vertrat in diesem bis zu seinem Tod am 30. März 1966 den Senatsbezirk Bonavista-Twillingate.